# Archispirostreptus smithii
Archispirostreptus smithii är en mångfotingart som beskrevs av Pocock 1899. Archispirostreptus smithii ingår i släktet Archispirostreptus och familjen Spirostreptidae. Inga underarter finns listade i Catalogue of Life.